# KV44
A tumba KV44 (acrônimo de "King's Valley #44"), no Vale dos Reis em Egito, contém fragmentos de vasos que indicam que a tumba foi construída durante a décima oitava. A tumba foi reutilizada durante a vigésima segunda dinastia por Tentkerer, dama da casa sob o comando de Osocor I.
De acordo com Howard Carter, todo o mobiliário funerário foi roubado e havia apenas "entulho" dentro da tumba. A presença de colmeias de abelhas indica que a tumba permaneceu aberta por algum tempo, porém, agora, a abertura da tumba (rente ao chão) está fechada por grades de aço e um murete foi construído em volta para proteger a tumba de um possível alagamento.

## Ligações Externas
- «Theban Mapping Project: KV44» (em inglês) - Contém descrições, imagens e arquitetura da tumba.